# Ейрос Лін
Ейрос Лін (валл.: [ˈeɪrɒs ˈlɪn]; нар. 1971) — валлійський телережисер.

## Особисте життя
Лін народився у Кардиффі. Його сім'я переїхала на північ Вельсу, а пізніше — до Свонсі. Зараз живе у Ллангеніті. Рідна мова Ліна — валійська. У 2015 він уклав одностатевий шлюб зі своїм партнером Крейґом Г'юзом.

## Кар'єра
Лін розпочав кар'єру з режисури на валійськомовних шоу на каналі S4C, таких як Pam Fi Duw?, Iechyd Da та Y Glas.
Він зрежисерував 9 епізодів телесеріалу «Доктор Хто» та виграв нагороду БАФТА Уельс за епізод Тиша у бібліотеці, а також премію Г'юго за Найкращу драматичну постановку за епізод «Дівчина в каміні». Крім того, він став режисером останніх епізодів Девіда Теннанта у серіалі.
У 2008 році Лін став режисером третього сезону серіалу «Торчвуд».
Загалом Лін виграв три нагороди БАФТА Уельс за найкращу режисуру, востаннє — за перший сезон телесеріалу «Шерлок» з Бенедиктом Камбербетчем та Мартіном Фріманом, який також виборов нагороди RTS та БАФТА. Крім цього, Лін виступив режисером епізоду «П'ятнадцять мільйонів нагород», з антології-антиутопії «Чорне дзеркало». У 2013 він зрежисував три епізоди серіалу «Бродчерч» із Девідом Теннантом та Олівією Колман у головних ролях.

## Доробок
| Шоу                               | Епізоди | Канал         |
| --------------------------------- | --- | ------------- |
| Pam fi Duw?                       | - Сезон 1 (1997) | S4C           |
| Diwrnod Hollol Mindblowing Heddiw | - Фільм (2000) | S4C           |
| Належність                        | - Сезон1, епізоди 1, 2, 3, 5 (2000) | BBC One Wales |
| Розум убивці                      | - «Малий будинок у лісі» (2002) | Channel 5/S4C |
| Нещасний випадок                  | - 4 епізоди (2002—2003) | BBC One       |
| Cutting It                        | - Сезон 3, епізод 4 (2004) | BBC One       |
| Доктор Хто                        | - «Кінець світу» (2005) - «Невгамовні мерці» (2005) - «Діти в злиднях» (міні-епізод, 2005) - «Ікло та кіготь» (2006) - «Дівчина в каміні» (2006) - «Ящик для ідіота» (2006) - «Бійтеся її» (2006) - «Наречена-утікачка» (2006) - «Тиша в бібліотеці» (2008) - «Ліс мерців» (2008) - «Музика сфер» (BBC Proms міні-епізод, 2008) - Кінець часу (2 частини, 2009—2010) - Тим часом у ТАРДІС (2 міні-епізоди для DVD, 2010) | BBC One       |
| Усе про Джорджа                   | - Сезон 1, епізод 1 (2005) - Сезон 1, епізод 3 (2005) | ITV1          |
| Джейн Голл                        | - Сезон 1, епізод 4 (2006) - Сезон 1, епізод 5 (2006) - Сезон 1, епізод 6 (2006) | ITV1          |
| Джордж Джентлі                    | - Пілотний епізод, 2007) | BBC One       |
| Казочки                           | - 1 епізод (2008) | BBC One       |
| Phoo Action                       | - Пілотний епізод (2008) | BBC Three     |
| Торчвуд                           | - Діти Землі (5 епізодів, 2009) | BBC One       |
| Шерлок                            | - «Сліпий банкір» (2010) | BBC One       |
| Вниз, угору                       | - 2 епізоди (2010) | BBC One       |
| Чорне дзеркало                    | - «П'ятнадцять мільйонів нагород» (2011) | Channel 4     |
| Останнє танго в Галіфаксі         | - Сезон 1, епізоди 1, 2, 3 (2012) - Сезон 2, епізоди 1, 2, 3 (2013) | BBC One       |
| Бродчорч                          | - Сезон 1, епізоди 3, 4, 5 (2013) | ITV           |
| Щаслива долина                    | - Сезон 1 (2014) | BBC One       |
| Gracepoint                        | - Сезон 1, епізоди 9, 10 (2014) | Fox           |
| Огірок                            | - Епізоди 7, 8 (2015) | Channel 4     |
| Шибайголова                       | - «The Ones We Leave Behind» — Season 1 — Episode 12 (2015) - «The Dark at the End of the Tunnel» — Season 2 — Episode 12 (2016) | Netflix       |
| Столиця                           | - Серіал (2015) | BBC One       |
| Коли завмирає серце               | - Серіал | Netflix       |